# Gabinete Varadkar II
El Gabinete Varadkar II es el actual Gobierno de Irlanda. Tras la dimisión de Micheál Martin como Taoiseach el 17 de diciembre de 2022, se propuso a Leo Varadkar para la nominación del Dáil para el cargo de Taoiseach. Esta moción fue aprobada y Varadkar fue designado por el presidente Michael D. Higgins.

## Apoyo parlamentario
| Cámara   | Candidato    | Fecha                                                       | Voto |    |    |    |    |   |   | PALS | Aontú | IxC | ADH   | SF | Ind. | Vac. | Total  |
| -------- | ------------ | ----------------------------------------------------------- | ---- | -- | -- | -- | -- | - | - | ---- | ----- | --- | ----- | -- | ---- | ---- | ------ |
| Senado   | Leo Varadkar | 17 de diciembre de 2022 Mayoría absoluta requerida (31/60)  | Sí   | 21 | 16 | 4  |    |   |   |      |       |     |       |    |      |      | 41/60  |
| Senado   | Leo Varadkar | 17 de diciembre de 2022 Mayoría absoluta requerida (31/60)  | No   |    |    |    | 4  | 4 | 1 |      | 9     |     | 17/60 |    |      |      |        |
| Senado   | Leo Varadkar | 17 de diciembre de 2022 Mayoría absoluta requerida (31/60)  | Abs. |    |    |    |    |   |   |      |       | 1   | 1/60  |    |      |      |        |
|          | Leo Varadkar |                                                             |      |    |    |    |    |   |   |      |       |     |       |    |      |      |        |
| Asamblea | Leo Varadkar | 17 de diciembre de 2022 Mayoría absoluta requerida (81/160) | Sí   | 36 | 34 | 12 |    |   |   |      |       |     |       |    |      |      | 82/160 |
| Asamblea | Leo Varadkar | 17 de diciembre de 2022 Mayoría absoluta requerida (81/160) | No   |    |    |    | 37 | 7 | 6 | 5    | 1     | 1   |       |    | 20   |      | 77/160 |
| Asamblea | Leo Varadkar | 17 de diciembre de 2022 Mayoría absoluta requerida (81/160) | Abs. |    |    |    |    |   |   |      |       |     |       | 1  |      |      | 1/160  |

## Composición
| Partido político                                                               | Partido político    |               | Fianna Fáil | Fianna Fáil |
| Partido político                                                               | Partido político    | Fine Gael     |             |             |
| Partido político                                                               | Partido político    | Partido Verde |             |             |
| Cargo                                                                          | Nombre              | Retrato       | Retrato     | Ref.        |
| Presidente de Irlanda                                                          |                     |               |             |             |
| Presidente de Irlanda                                                          | Michael D. Higgins  |               |             |             |
| Taoiseach                                                                      |                     |               |             |             |
| Taoiseach                                                                      | Leo Varadkar        |               |             | [ 1 ]       |
| Tanaiste                                                                       |                     |               |             |             |
| Tanaiste                                                                       | Micheál Martin      |               |             |             |
| Ministros                                                                      |                     |               |             |             |
| Ministro de Relaciones Exteriores                                              | Micheál Martin      |               |             | [ 2 ]       |
| Ministro de Defensa                                                            | Micheál Martin      | [ 3 ]         |             |             |
| Ministro de Medio Ambiente, Clima y Comunicaciones                             | Eamon Ryan          |               |             | [ 4 ]       |
| Ministro de Transporte                                                         | Eamon Ryan          | [ 5 ]         |             |             |
| Ministro de Finanzas                                                           | Michael McGrath     |               |             | [ 6 ]       |
| Ministro de Gasto Público y Reforma                                            | Paschal Donohoe     |               |             | [ 7 ]       |
| Ministro de Empresa, Comercio y Empleo                                         | Simon Coveney       |               | [ 8 ]       |             |
| Ministra de Educación                                                          | Norma Foley         |               |             | [ 9 ]       |
| Ministra de Turismo, Cultura, Artes, Gaeltacht, Deporte y Medios               | Catherine Martin    |               |             | [ 10 ]      |
| Ministro de Vivienda, Gobierno Local y Patrimonio                              | Darragh O'Brien     |               |             | [ 11 ]      |
| Ministro de Protección Social                                                  | Heather Humphreys   |               |             | [ 12 ]      |
| Ministro de Desarrollo Rural y Comunitario                                     | Heather Humphreys   | [ 13 ]        |             |             |
| Ministro de Agricultura, Alimentación y Marina                                 | Charlie McConalogue |               |             | [ 14 ]      |
| Ministro de Infancia, Igualdad, Discapacidad, Integración y Juventud           | Roderic O'Gorman    |               |             | [ 15 ]      |
| Ministro de Salud                                                              | Stephen Donnelly    |               |             | [ 16 ]      |
| Ministro de Educación Continua y Superior, Investigación, Innovación y Ciencia | Simon Harris        |               |             | [ 17 ]      |
| Ministro de Justicia                                                           | Simon Harris        | [ 18 ]        |             |             |
| Ministro sin cartera                                                           | Helen McEntee       |               |             |             |